# Journal of Endodontics
Das Journal of Endodontics, abgekürzt J. Endod., ist eine wissenschaftliche Fachzeitschrift, die vom Elsevier-Verlag veröffentlicht wird. Die Zeitschrift ist ein offizielles Publikationsorgan der American Association of Endodontists und erscheint mit zwölf Ausgaben im Jahr. Es werden Arbeiten aus dem Bereich der Endodontologie veröffentlicht.
Der Impact Factor lag im Jahr 2012 bei 2,929. Nach der Statistik des ISI Web of Knowledge wird das Journal mit diesem Impact Factor in der Kategorie Zahnmedizin & Kieferchirurgie an achter Stelle von 83 Zeitschriften geführt.